# پی‌اس‌آر بی۱۹۱۹+۲۱

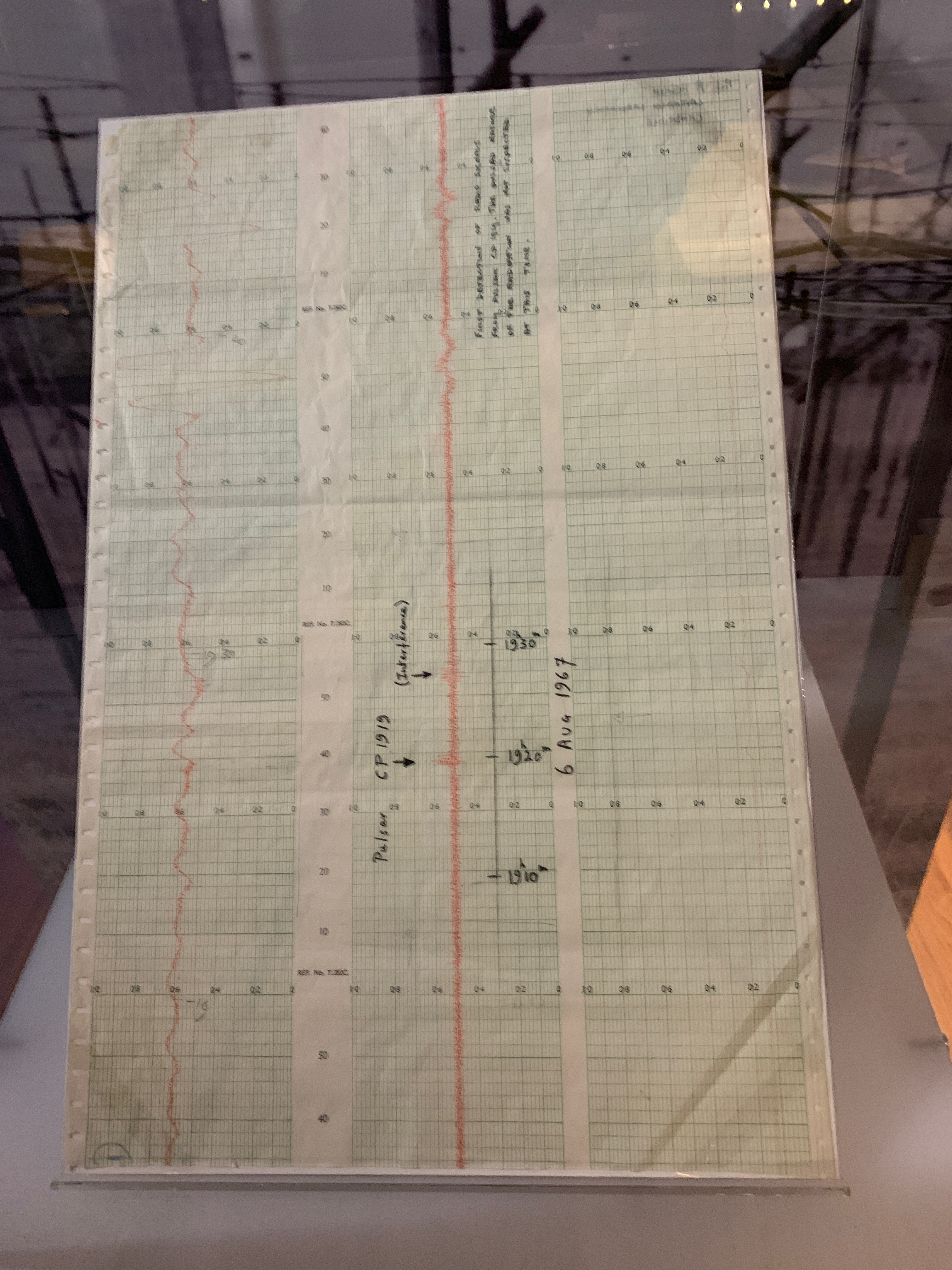

پی‌اس‌آر بی۱۹۱۹+۲۱ یک ستاره است که در صورت فلکی روباهک قرار دارد.